# Reserva Natural da Cabárdia-Balcária
A Reserva Natural da Cabárdia-Balcária (em russo:  Кабардино-Балкарский заповедник Kabardina-Balkarskiy zapavyednik) é uma área de preservação 'Zapovednik' (reserva ecológica em russo) no cume principal no norte da Cordilheira do Cáucaso. Ela contém todas as montanhas da Europa acima de 5.000 metros, além do Monte Elbrus e Monte Kazbek, e contém a maioria das geleiras. O cume da reserva forma o famoso "muro de Bezengi", composto pelos picos Gestola (4.859 m), Katyntau (4.858,8 m), Dzhangi-Tau (5.058 m), Dzhangi-Tau oriental (5.033 m) e Shkhara (5.068 m). Existem 256 geleiras nos limites da reserva. A reserva está situada no distrito de Chereksky, na República da Cabárdia-Balcária ; foi criado em 1976 e cobre uma área de 82 507 hectares (320 sq mi).

## Topografia
A reserva abrange montanhas que variam de 1.800 metros nos vales dos rios até o ponto mais alto do Monte Dykh-tau (5.204 metros). Cerca de 60% da reserva está na zona alpina acima da linha das árvores. O território consiste em três cordilheiras separadas por vales profundos dos rios Chegem, Cherek-Bezengi e Cherek-Balkaria. A cordilheira mais ocidental é chamada de Kargashilsky.

## Clima e Ecorregião
A reserva está localizada na ecorregião de florestas mistas do Cáucaso. Esta ecorregião está localizada ao longo das montanhas do Cáucaso, entre o Mar Negro e o Mar Cáspio. Ela possui um dos níveis mais altos de endemismo e diversidade de espécies do mundo: 23% das espécies vasculares e 10% dos vertebrados.
O clima na reserva da Cabárdia-Balcária é clima continental úmido, com verão fresco (Classificação climática de Köppen (Dfb)). Esse clima é caracterizado por grandes variações de temperatura, diurna e sazonalmente, com verões amenos e invernos frios e com neve. Os efeitos climáticos na reserva são altamente afetados pela altitude: a 2.000 metros, a temperatura mínima em janeiro pode chegar a -30 °C, enquanto a 4.000 metros a temperatura mínima pode chegar a -50 °C.

## Flora e fauna

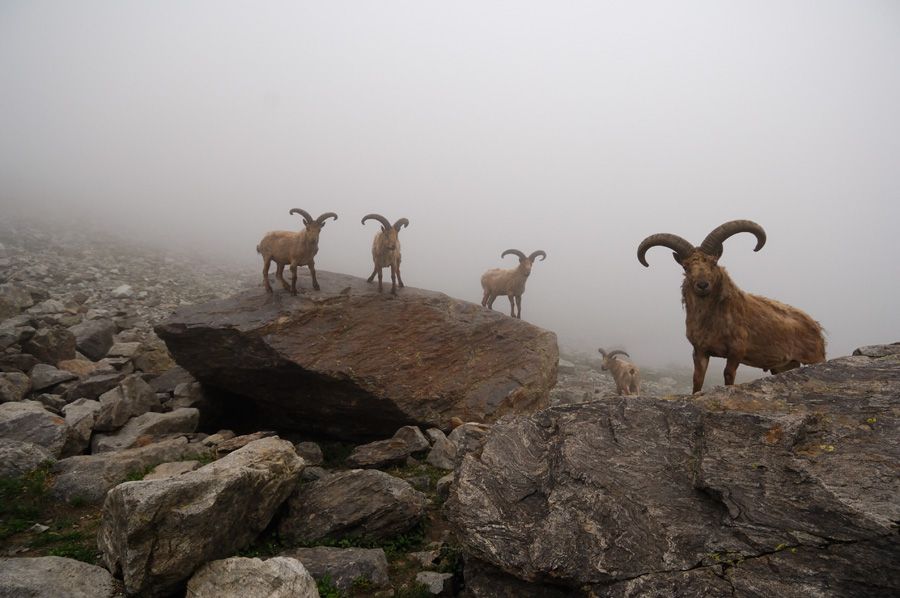
Encontro com Tur Caucasiano Ocidental na reserva da Cabárdia-Balcária

A biodiversidade das plantas é devida à grande variedade de zonas de altitude e à complexidade do terreno. Na zona  acima de 3.600 metros, não há vegetação. Na zona entre 3.000 e 3.500, a vegetação esparsa e não contínua é de tundra: líquenes, salgueiro rasteiro, saxifragem. De 2.300 metros a 3.000 metros, existem prados alpinos de grama baixa (até 30 cm de altura). A zona sub-alpina, de 1.400 a 2.600 metros, são prados alpinos de avelã, amieiro e rododendro. De 1.000 a 2.400 metros, é um cinturão florestal de árvores folhosas a 1.600 metros e coníferas acima. Abaixo de 1.000 metros está a floresta de pinheiros, bétulas e carvalhos.
O mamífero representativo é o tur caucasiano do Oeste ameaçado de extinção. Pode ser encontrada em duas subespécies separadas nos desfiladeiros Chegem e Bezengi, representando o Cáucaso Ocidental e o Daguestão. Ursos pardos são muito comuns. Outros animais comuns são raposa, chacal, gato selvagem, arminho, doninha, esquilo Altai, lebre e várias espécies de roedores, musaranhos e morcegos. O único peixe encontrado nos riachos é a truta.

## Ecoturismo
Como uma reserva natural rigorosa, a Reserva Natural da Cabárdia-Balcária é fechada principalmente para o público em geral, embora cientistas e pessoas com fins de 'educação ambiental' podem fazer acordos com a gerência do parque para visitas. Existem várias rotas 'ecoturistas' na reserva que são abertas ao público, mas exigem permissão para serem obtidas com antecedência. Três rotas turísticas populares são:
- Para o glaciar Bezengi. Um caminho de montanha elevada para o Glaciar Bezengi (18 km, uma das geleiras mais longas do Cáucaso), com cartazes informativos ao longo do caminho e uma torre de observação, passando pela cachoeira Xu Chukhur e pelos terrenos alpinos.
- Mijirghi. Caminho de montanha de três quilômetros até um lago no sopé do glaciar Miirghi.
- Fonte Narzan. Caminho pela floresta da montanha até a fonte; Vista da flora e da fauna da floresta de Chegem.

O escritório principal fica na cidade de Kashkhatau.

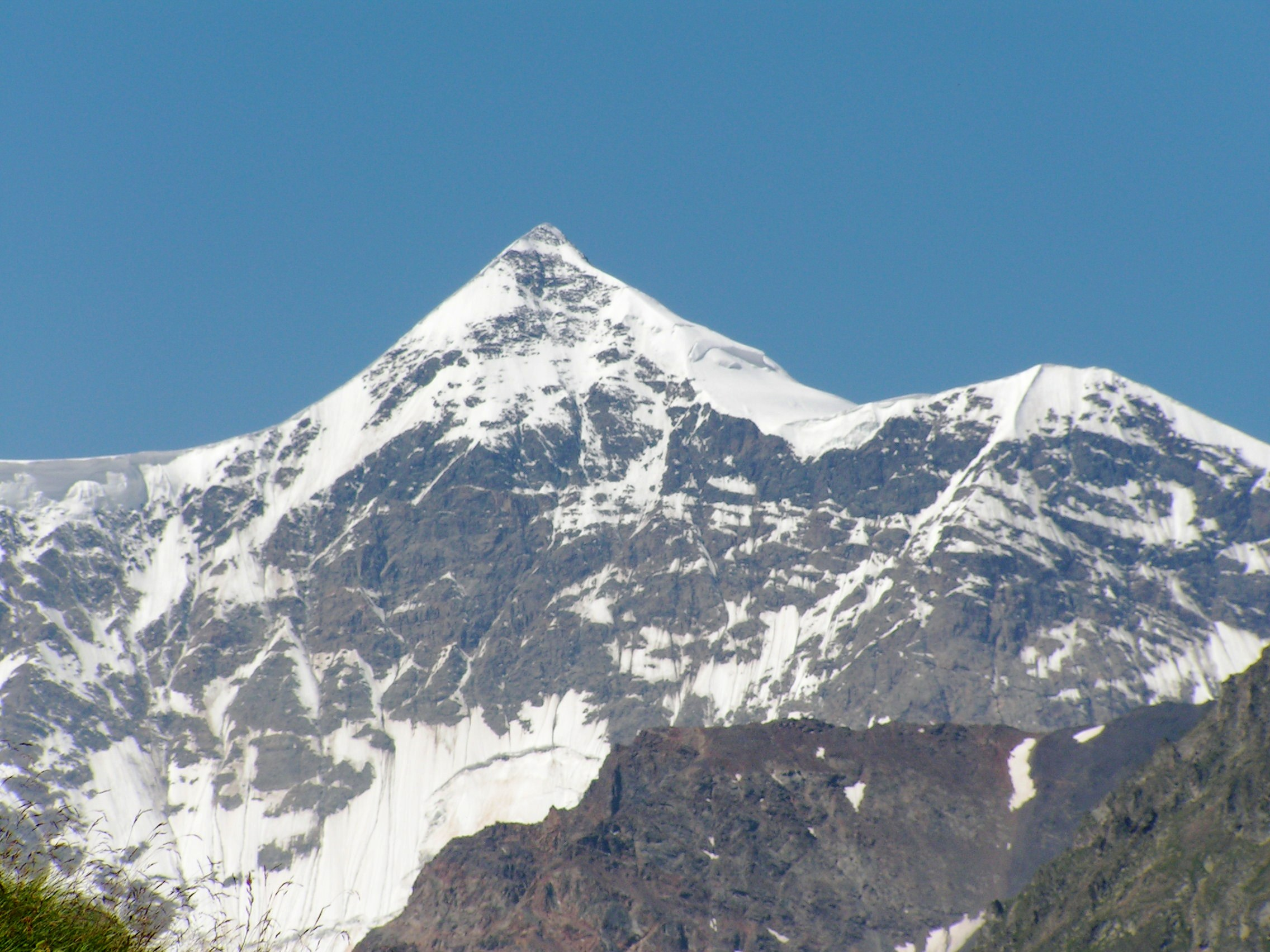
Monte Gestola
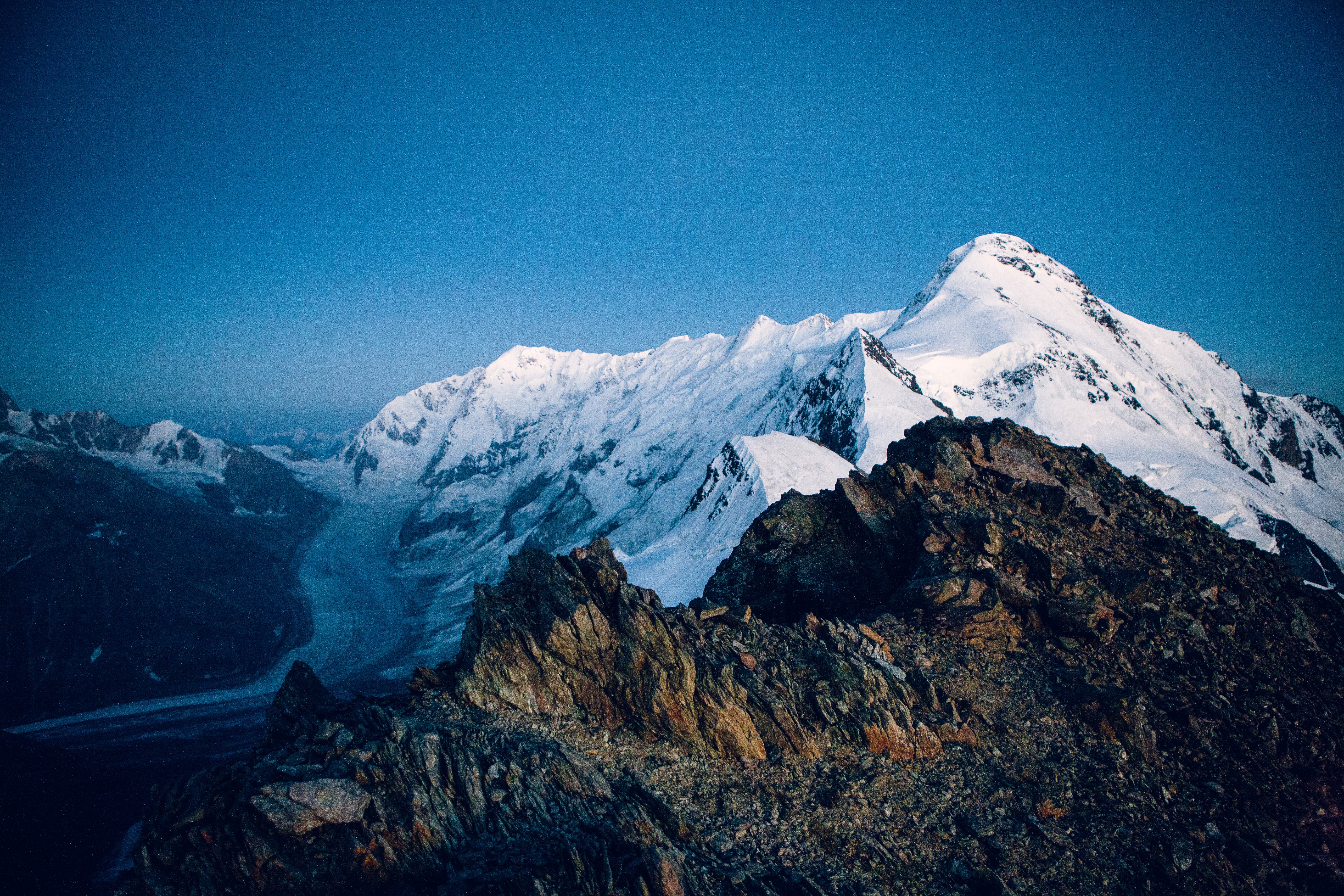
O muro de Bezengi visto do lado georgiano da fronteira
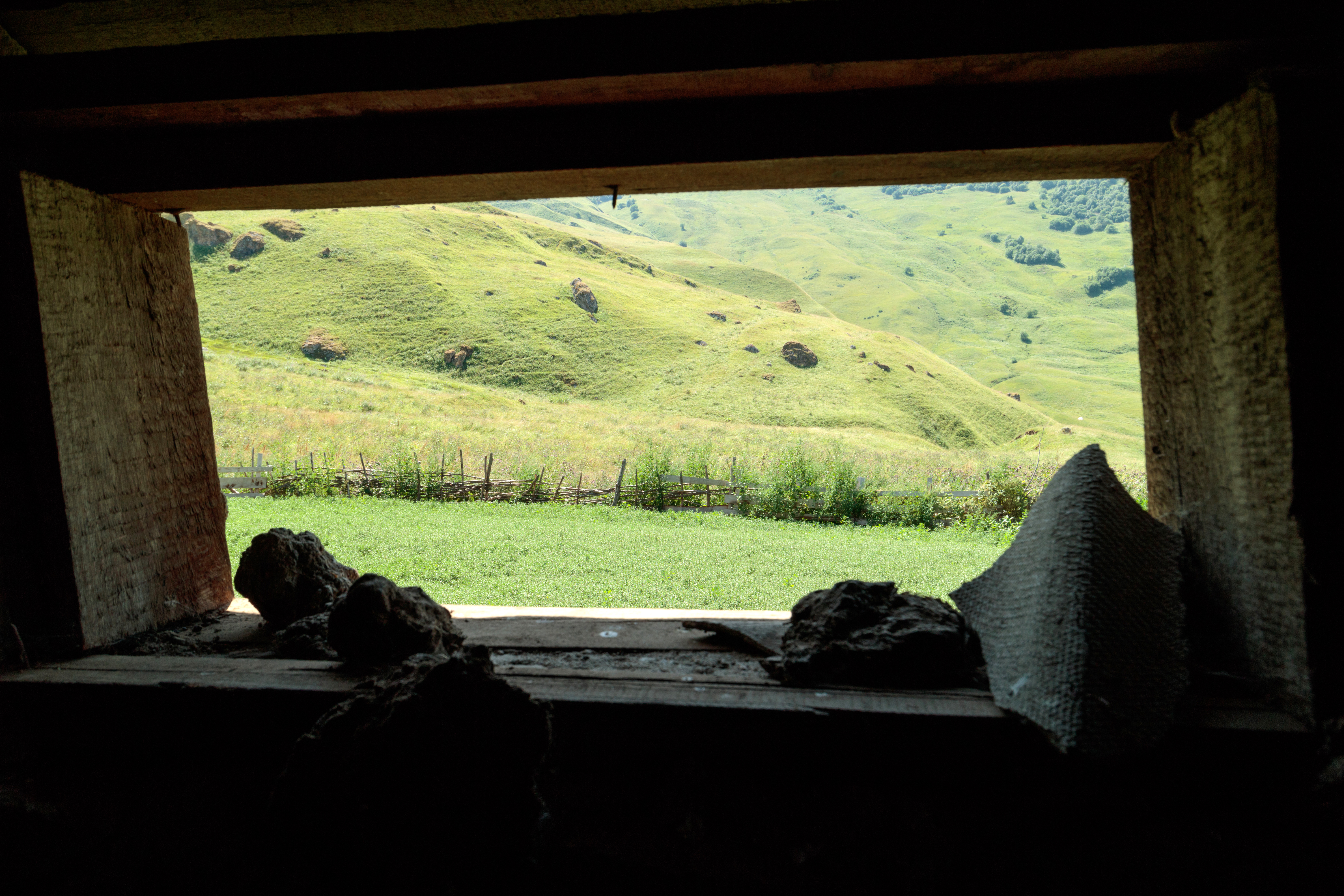
Ernedygen-Mehtygen, fronteira nordeste da reserva